# Ordenação de Licença de 1643
A Ordenação de Licença de 1643, oficialmente denominada Uma Ordenação para Regulação de Impressão, foi uma norma jurídica pela qual o Parlamento Inglês reinstituiu a censura prévia e o monopólio de reprodução de livros. A Areopagitica de John Milton foi escrita contra essa norma.

## A Ordenação de Licença de 1643

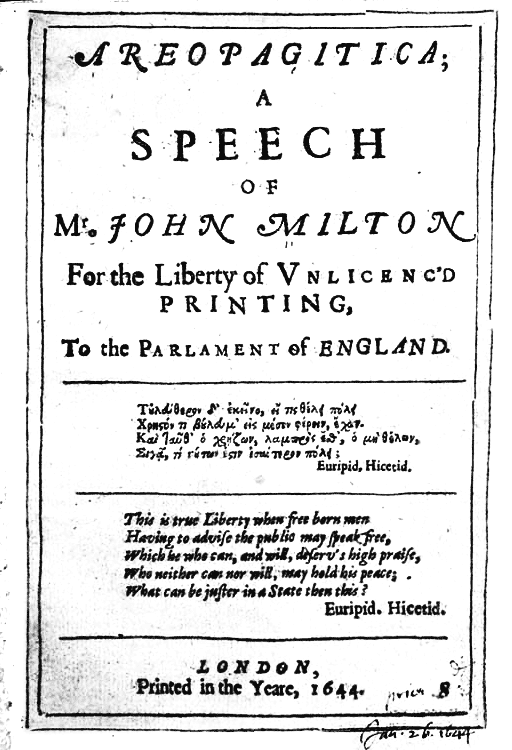
Primeira página da edição de 1644 da Areopagitica de John Milton, na qual ele argumenta formente contra a Ordem de Licença de 1643.

A abolição da Câmara Estrela e do Decreto da Câmara Estrela de 1637 não significaram que o Parlamento tivesse a intenção de permitir a liberdade de expressão, mas sim um desejo de substituir a máquina real de censura por um mecanismo dele próprio.
A fim de eliminar o caos e a pirataria na indústria de impressão, proteger as atividades e processos parlamentares contra a oposição, suprimir propaganda monarquista e verificar a abrangência atual das ideias radicais de várias seitas, o Parlamento instituiu um novo aparato de censura controlado pelo Estado na norma "Uma Ordenação para a Regulação da Impressão" (An Ordinance for the Regulating of Printing) de 14 de junho de 1643.
A Ordenação de Licença reintroduziu quase todos os mecanismos rigorosos de censura do Decreto da Câmara Estrela de 1637, incluindo:
- licenciamento de pré-publicação;
- registro de todos os materiais de impressão com os nomes do autor, impressor e editor no livro de registros da sede da Stationers’ Company;
- busca, apreensão e destruição de quaisquer livros ofensivos ao governo;
- prisão de quaisquer escritores, impressores e editores ofensivos.

A Stationers’ Company recebeu a responsabilidade de atuar como censora, em troca do monopólio do comércio de impressão.